# Midway (contea di Gadsden, Florida)
Midway è un comune degli Stati Uniti d'America, situato in Florida, nella contea di Gadsden.